# Apple Digital Masters
Apple Digital Master es una iniciativa de Apple lanzada en 2019 diseñada para proporcionar a los usuarios de iTunes y Apple Music una experiencia auditiva de alta fidelidad. El programa consiste en trabajar en conjunto con estudios de masterización de renombre para producir versiones de alta resolución de canciones y álbumes con un sonido casi idéntico al de los másters de 24 bits originales, tanto para música descargada como para streaming.
La aplicación gratuita de mezcla de audio digital de Apple, AU Lab, funciona como anfitrión para efectos de Audio Unit, incluido el plugin AURoundTripAAC, una de las herramientas utilizadas en el Masterizado Digital de Apple.

## Proceso de producción
El proceso de producción de una canción compatible con el programa Apple Digital Masters consta de tres pasos:
1. Masterización: Los productores y artistas masterizan sus canciones antes de enviar las mezclas a Apple. Estas pistas son procesadas utilizando formatos de alta fidelidad sin compresión asegurando la máxima calidad de audio.
2. Codificación: Una vez recibidas las pistas masterizadas, Apple las codifica utilizando algoritmos avanzados para comprimir el audio sin pérdida de calidad para facilitar la transmisión en línea.
3. Distribución: Las pistas masterizadas en alta resolución se distribuyen a los usuarios de Apple Music y iTunes bajo la etiqueta «Apple Digital Masters». Cuando los usuarios reproducen estas pistas en sus dispositivos compatibles, pueden disfrutar de una calidad de audio superior en comparación con las pistas estándar.